# جبل سعیده
جبل سعیده (به عربی: جبل السعیدة) یک محوطه باستان‌شناختی در لبنان است که در بعلبک واقع شده‌است.